# 아야코 (만화)
아야코(奇子, Ayako)는 데즈카 오사무의 만화 삼부작이다. 쇼가쿠칸에서 발행하는 만화잡지 빅 코믹에 연재되었다. 북미 지역에서는 버티컬(Vertical)에 의해 라이선스가 부여되었다. 또한 프랑스에서는 Delcourt/Akata, 이탈리아에서는 Hazard Edizioni, 브라질에서는 Veneta에 의해 라이선스가 부여되었다.
이 이야기는 제2차 세계대전 후 일본인 지주 가문인 텡게(천외)가 나라가 재건되는 동안 경제적, 가족적 긴장을 극복해야 하는 이야기이다.

## 줄거리
적당히 부유한 텡게 가문의 장남 중 한 명인 텡게 지로(天外仁朗)는 미국에서 일하는 요원이 되었고, 그의 비밀 살인 사건은 그의 막내 여동생 텡게 아야코(天外奇子)에게 발각되었다. 이 문제는 그녀가 자신의 가족에서 끔찍한 근친상간을 발견함으로써 더욱 악화된다. 그녀의 형(텡게 사쿠에몬의 양아들)의 아내는 실제로 그녀의 어머니이며, 그녀는 가족의 가장인 사쿠에몬 아야코의 아버지와 자주 성관계를 가져야 한다. 이러한 비밀을 숨기기 위해 가족은 사쿠에몬과 그의 장남 이치로의 압력을 받아 아야코를 평생 동안 지하실에 가두기로 결정한다.
그녀의 어머니와 남동생 시로의 노력에도 불구하고 그녀는 가족의 집 밑에서 거의 20년 동안 살고 있으며, 그녀 위에는 정치적, 사회적으로 큰 변화가 일어난다. 아야코는 아름답고 매력적인 여성으로 성장한 뒤 결국 지하실을 떠나, 외부 세계에 대한 두려움을 안고 타인의 애정을 구한다. 이것은 텡게 가족에게 비극을 초래하는 사건의 연쇄 반응을 시작한다.

## 같이 보기
- 데즈카 오사무
- 국철노동조합
- 시모야마 사건